# Драган Цоха
Драган Цоха (26. мај 1955, Пожаревац — 11. јун 2018, Београд) био је српски академски сликар и графичар.

## Биографија
Рођен је у Пожаревцу 1955. године. Средњу уметничку школу је завршио у Нишу. Дипломирао на Академији ликовних уметности у Београду, одсек графике у класи професора Бошка Карановића, код кога је и магистрирао 1981. године. Био је члан УЛУС-а од 1979. године и члан Друштва ликовних уметника Штутгарта од 1986. године.
Имао је више од 30 самосталних изложби, а учествовао је на преко 150 колективних поставки у Србији и иностранству. Добитник је више награда. Један је од најцењенијих мајстора графике у Србији у 20. веку. Неретко је радозналим експериментисањем у медију литографије, лавирима, акватинтом, цртежом и бојама стварао мала ремек дела. У току стваралачког процеса користио се многим претходним искуствима, спецификумима и сазнањима. Лаким, импресионистичким цртежом градио је релативно чврсту конструкцију сваке поједине композиције којој је, наизглед нехајно, удахњивао живот вичним потезима боје различите густине, дарујући јој лакоћу и лазурност. Цохин рад плови, лебди и њише се у мелодиозним ритмовима.
Био је запослен на Факултету Ликовне уметности у Беогарду у Центру за графику и визуелна истраживања „Академија”.
Цоха је преминуо сликајући у Галерији ликовних уметности у Београду, 11. јуна 2018. године.

## Изложбе
Самосталне изложбе
- 2017. Галерија Круг, Петровац на Млави
- 2015. Уметнички павиљон „Цвијета Зузорић”, Београд
- 2014. Продајна галерија “Београд”, Београд[4]
- 2014. Галерија “55”, Ниш
- 2013. Галерија “Кућа Ђуре Јакшића”, Београд
- 2012. Галерија “Академија” центра за графику ФЛУ, Београд [5][6]
- 2012. Галерија “Бућа”, Тиват[7]
- 2011. Галерија “Препород”, Сарајево
- 2010. Галерија Буза, Суботица
- 2009. Галерија Дома културе, Трстеник
- 2008. Галерија Центар за културу, Младеновац
- 2008. Галерија Себастијан, Игало
- 2007. Галерија Светозар Ћоровић, Мостар
- 2006. Дом културе Врњачка Бања
- 2005. Галерија Себастијан, Игало
- 2004. Галерија Себастијан, Игало
- 2003. Народни музеј, Лесковац
- 2003. Народни музеј, Врање
- 2002. Галерија Савремене уметности, Ниш
- 2002. Народни музеј, Крушевац
- 2001. Галерија Себастијан, Игало
- 2000. Галерија хотела Милочер, Свети Стефан
- 1999. Галерија Дома културе, Бајмок
- 1998. Галерија Буцка-Гањо, Суботица
- 1998. Галерија Бућа, Тиват
- 1997. Галерија Декатето, Котор
- 1996. Галерија Стари град, Котор
- 1995. Галерија Културног центра, Београд
- 1993. Галерија Савремене уметности, Ниш
- 1993. Галерија Сунце, Лесковац
- 1991. Галерија НУ Браћа Стаменковић, Београд
- 1989. Галерија Оз, Београд
- 1988. Галерија Вук Караџић, Београд
- 1987. Галерија Зу Крахе, Базел
- 1986. Галерија Културно-информативног центра Југославије, Штутгарт
- 1985. Галерија Дома културе, Књажевац
- 1983. Галерија Коларчевог народног универзитета , Београд
- 1980. Галерија графичког колектива, Београд
- 1980. Галерија Мија Станимировић, Ниш

Колективне изложбе
Излагао на бројним колективним изложбама:
Графика београдског круга, Пролећна и јесења изложба УЛУС-а у Београду, Huddinge Konstnars Klubb у Стокхолму, (Шведска), Kalos Klio showroom у Солуну (Грчка), Тријенале графике у Битољу, Берлину, Штутгарту, Манхајму, Хајделбергу. Бијенале графике у Београду, Никшићу, Лесковцу, Дебрецину, Вашингтону и Варни. Изложбе и међународне графичке радионице у Београду, Лиежу, КвебекКанада, Финска, Chamilijen-Француска, Велес и Тетово- Македонија, Хјустон-Xалапа (Мексико), Бразил.